# Gaujac (Gard)
Gaujac è un comune francese di 983 abitanti situato nel dipartimento del Gard, nella regione dell'Occitania.

## Storia
Fu un oppidum forse appartenente alla popolazione gallica dei Samnagenses. Si conserva un complesso termale romano risalente al I secolo d.C. e ampliato alla fine del secolo, poi trasformato in santuario della dea Fortuna agli inizi del III secolo. L'oppidum venne abbandonato alla metà del III secolo.

## Società

### Evoluzione demografica
Abitanti censiti